# Мустафаев, Бекир Дурсунович
Бекир (Бакир) Дурсунович Мустафаев (Бакир Дурсун оглы Мустафаев) (11 февраля 1898 — 10 декабря 1978) — участник Великой Отечественной войны, гвардии красноармеец. Герой Советского Союза (1944).

## Биография
Мустафаев Бекир родился 11 февраля 1898 года в селе Глазар ныне Ахалцихского района Грузии в семье крестьянина. По одним источникам — азербайджанец, по информации интернет-проекта «Герои страны» — курд. До войны занимался сельским хозяйством, был председателем колхоза.
В 1941 году был призван в армию. С марта 1942 года участвовал в Великой Отечественной войне, служил стрелком 164-го гвардейского стрелкового полка 55-й гвардейской стрелковой дивизии. Принимал участие в сражениях за Кавказ, Крым и Украину.
Осенью 1943 года гвардии рядовой Мустафаев Бекир отличился, проявив мужество и героизм, в боях за город Керчь. 3 ноября 1943 года при форсировании Керченского пролива дзот противника плотным огнём преградил путь к дальнейшему наступлению бойцам 5-й роты, в составе которой был Бекир Мустафаев. Под огнём противника Мустафаев подполз к дзоту, расположенному на высоте, и забросал его гранатами через амбразуру, уничтожив гарнизон дзота в составе 5 солдат. Ворвавшись вместе с товарищами в немецкие окопы, рядовой Мустафаев в рукопашной схватке уничтожил четырёх противников. Здесь он захватил ручной пулемёт и открыл огонь по отступавшему противнику. Получил ранение, но не ушёл с поля боя. В боях на Керченском полуострове рядовой Мустафаев уничтожил более 40 солдат и офицеров противника.
Указом Президиума Верховного Совета СССР от 16 мая 1944 года за проявленные мужество и героизм рядовому Бекиру Мустафаеву было присвоено звание Героя Советского Союза с вручением ордена Ленина и медали «Золотая Звезда».
После войны Мустафаев жил и работал в посёлке Кайнама Самаркандского района Самаркандской области Узбекистана. Умер 10 декабря 1978 года. Одна из улиц в посёлке названа его именем.